# Ferdinand von Bredow
Ferdinand von Bredow (Neuruppin, 16 maggio 1884 – Berlino, 1º luglio 1934) è stato un generale tedesco, fu ministro della guerra e capo dell'Abwehr.

## Biografia
Apparteneva ad una nobile famiglia della nobiltà della Marca di Brandeburgo, nota fin dal XII secolo; suo nonno era il generale prussiano Adalbert von Bredow e si era distinto durante la battaglia di Mars-la-Tour (guerra franco-prussiana). Come da tradizione nella sua famiglia, intraprese la carriera militare e divenne ufficiale nel Königin Elisabeth Garde-Grenadier-Regiment Nr. 13 a Charlottenburg; fu inoltre docente dell'Accademia militare prussiana dal 1910 al 1913, della quale furono allievi nello stesso periodo Manfred von Richthofen, Fritz von Graevenitz, Felix von Eckart, Karl von Eberstein, Julius von Bernuth, Werner Hartmann, Ernst von Salomon, Fritz Günther von Tschirschky, e Hermann Göring.
Partecipò alla prima guerra mondiale come maggiore di fanteria sul fronte occidentale, ricevendo per il suo valore sul campo numerose onorificenze tra le quali la Croce di ferro di II classe e l'Ordine di Hohenzollern; trascorse l'ultimo anno di guerra come aiutante di campo dei generali Gottlieb von Haeseler e Erich von dem Bussche-Ippenburg.
Nel 1925 entrò a far parte del Ministero della Guerra come funzionario nell'Abwehr. Fu in questo periodo che si conobbe e si legò al generale Kurt von Schleicher, uno dei personaggi più rappresentativi della corrente conservatrice della Repubblica di Weimar. Il grande merito di von Bredow (ora promosso colonnello) nell'Abwehr fu quello di creare in esso un corpo di ufficiali di intelligence di grande portata, ma ne seppe anche creare un grande strumento politico delle correnti conservatrici che miravano una restaurazione della monarchia in Germania, capace di venire a conoscenza di informazioni riservatissime e di utilizzarle per la lotta al nemico, sia interno che esterno: sarebbe stato questo il mezzo utilizzato dai successori di von Bredow, Canaris e Oster per combattere il nazismo; infatti, già prima di Canaris, Bredow aveva intuito il grave pericolo che avrebbe corso la Germania sotto il nazismo. Per rafforzare l'Abwehr si servì di molti giovani ufficiali come Hans-Heinrich Herwarth von Bittenfeld, George von der Decken, Franz Eccard von Bentivegni e Helmuth von Grolman, ma anche di fuorusciti austriaci quali Erwin Lahousen von Vivremont e Felix Tarbuk von Sensenhorst.
Nel 1933 fu nuovamente promosso a general maggiore; da gennaio incominciò ad appoggiare Eugen Ott e Kurt von Hammerstein-Equord per l'attuazione di un colpo di Stato militare (segretamente appoggiato dal presidente Hindenburg) per ripristinare la monarchia ed eliminare nazisti, comunisti e socialdemocratici dalla scena politici; ciò fu impedito da von Schleicher che pur volendo conseguire lo stesso obiettivo credeva fosse necessaria un'alleanza con le maggiori forze allora in campo, purtroppo i nazisti. Fu così che von Schleicher influì sulla nomina di Franz von Papen a Cancelliere, riservandosi il ministero della guerra; lo stesso Schleischer, sempre appoggiato dai nazisti, dei quali intendeva servirsi per poi schiacciarli ma accadde proprio il contrario, influì perché Papen fosse destituito e affidata a lui la carica di Cancelliere; durante il Governo von Schleicher Bredow fu Ministro della Guerra ma quando Hitler salì al potere, nel 1933, fu sostituito da von Reichenau.
Nel gennaio 1934 si trasferì a Parigi, dove occupò la carica di addetto militare all'ambasciata tedesca in Francia, ma venne privato dell'incarico diplomatico dal ministro Werner von Blomberg; rimase comunque in Francia e pubblicò anonimamente il Tagenbuch eines Reichswehrsgenerals, forte critica al nazismo; arrestato alla stazione di Herbsthal, fu ricondotto in Germania per essere messo in temporanea libertà. Il 30 giugno 1934, durante la notte dei lunghi coltelli, fu prelevato dalla sua abitazione da un gruppo di SS della caserma di Berlino-Lichterfelde e fucilato due giorni dopo.